# Шрі Індраварман (Шривіджая)
Шрі Індраварман (д/н — 724/728) — махараджа  Шривіджаї близько 702—724/728 роках. У китайців відомий був як Челі-т'о-лo-па-мо.

## Життєпис
Син хаджі Джаянаши. Ймовірно 680 року був офіційним спадкоємцем або молодшим співрпавителем батька, оскільки цього року відомо, що відправляв дарунки до двору Омеядського халіфату. Спадкував владу близько 702 року.
Продовжував зовнішню політику попередника, зберігаючи гарні відносини з імперією Тан та Омеядським халіфатом. До першої у 702, 716, 724 роках відправляв посольства. Серед подарунків були занджи (африканці-раби), отримані внаслідок торгівлі з халіфатом. 718 року відправив посольство до халіфа Умара ібн Абдул-Азіза. У листі стверджувалося, що його надіслав магараджа, який володів тисячами слонів, мав спеції, парфуми та камфору, а його місто перетиналося двома річками одночасно для зрошення сільськогосподарських угідь.
Крім того, територія Шривіджая постійно збільшувалася, насамперед на Суматрі. Помер Шрі Індраварман між 724 і 728 роками. Йому спадкував син Рудравікрама.